# جین برتولینو
جین برتولینو (فرانسوی: Jean Bertolino‎؛ زادهٔ ۳۱ مارس ۱۹۳۶) خبرنگار جنگ، نویسنده و روزنامه‌نگار اهل فرانسه است.
 وی در سال ۱۹۶۷ به دلیل پوشش ویتنام و کامبوج در جنگ و شورش کردهای عراق در روزنامه La Croix که توسط روزنامه‌های خارجی متعدد چاپ شد، جایزه «آلبرت لندرز» را دریافت کرد.